# Суперкубок Сирії з футболу 2019
Суперкубок Сирії з футболу 2019  — 9-й розіграш турніру. Матч відбувся 14 вересня 2019 року між чемпіоном Сирії клубом Аль-Джаїш та володарем кубка Сирії клубом Аль-Ватба.
| Володар Суперкубка Сирії 2019 |
| ----------------------------- |
|                               |
| Аль-Джаїш Третій титул        |

## Матч

### Деталі
| 14 вересня 2019 17:00 (EEST) |

| Аль-Джаїш                       | 2:0      | Аль-Ватба |
| ------------------------------- | -------- | --------- |
| Аль-Салама 33' (пен.) Хабіб 71' | Протокол |           |

| Тішрін, Дамаск |